# Maurad contre le reste du monde
Maurad contre le reste du monde était une émission présentée par Maurad sur Canal+, entre le 2 décembre 2002 et le 28 février 2003. Le principe était le suivant : des anonymes ayant quelque chose à dire se présentaient et l'animateur décidait s'ils pouvaient aller jusqu'au bout. Produite par Nagui via sa société Air Productions, l'émission est déprogrammée faute d'audience (entre 100 000 et 250 000 téléspectateurs). Elle est remplacée par diverses séries américaines.